# 帕扎爾哲克

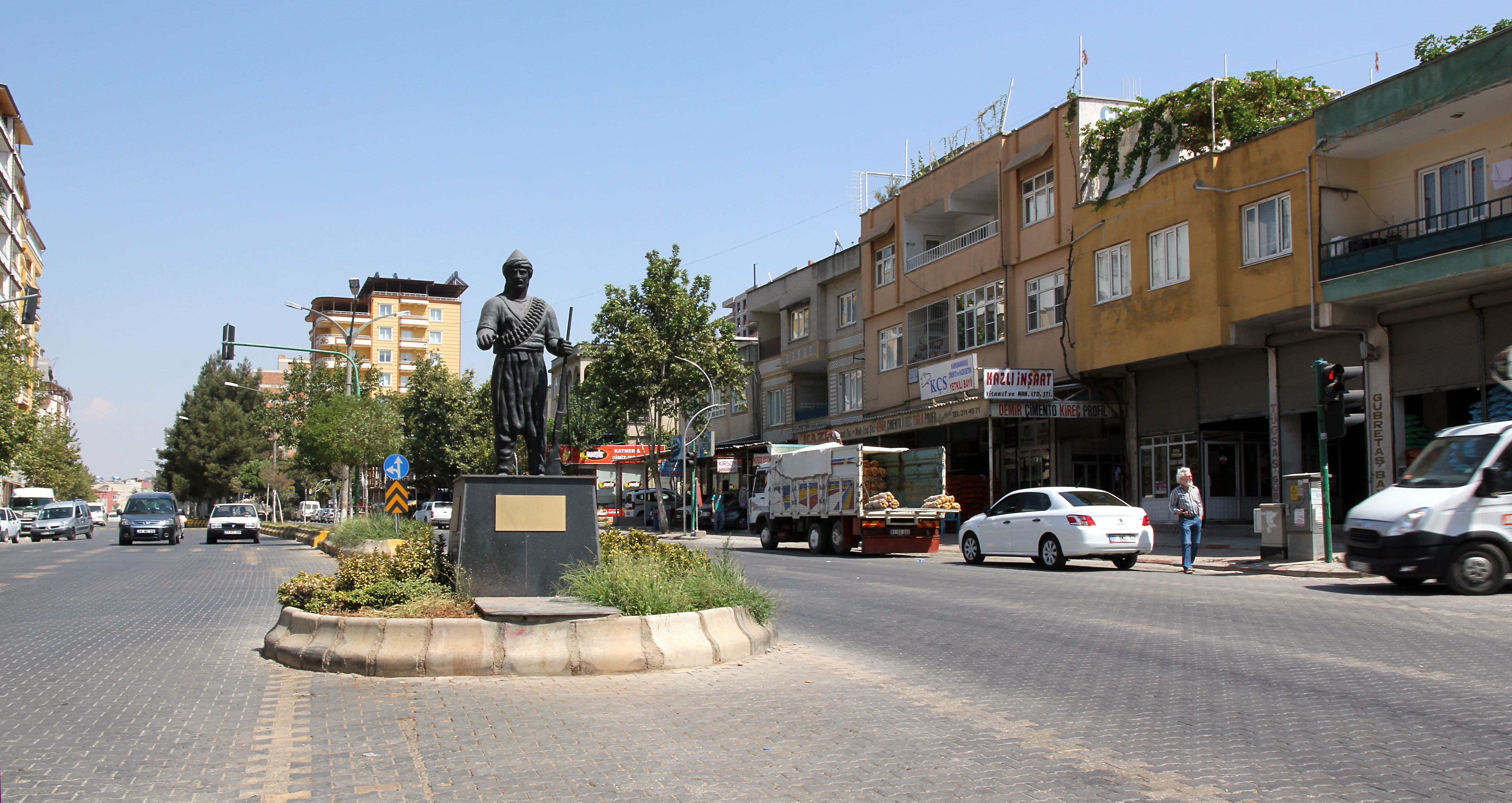
Pazarcık

帕扎爾哲克是土耳其的城鎮，由卡赫拉曼馬拉什省負責管轄，位於該國南部，面積1,730平方公里，海拔高度850米，2008年人口28,582，居民主要是庫爾德人。

## 外部連結
- （土耳其文） District governor's official website （页面存档备份，存于）
- （土耳其文） District municipality's official website （页面存档备份，存于）

37°29′N 37°17′E / 37.483°N 37.283°E